# 国章の一覧
掲載対象は国の一覧に準ずる。公式のものでない場合はその旨を記す。それぞれの「国章」の文字に、「○○の国章」記事へのリンクを張ってある。

## あ行

アイスランドの国章
アイルランドの国章
アゼルバイジャンの国章
アフガニスタンの国章
アメリカ合衆国の国章
アメリカ合衆国の国章(裏面)
アラブ首長国連邦の国章
アルジェリアの国章
アルゼンチンの国章
アルバニアの国章
アルメニアの国章
アンゴラの国章
アンティグア・バーブーダの国章
アンドラの国章
イエメンの国章
イギリスの国章
イスラエルの国章
イタリアの国章
イラクの国章
イランの国章
インドの国章
インドネシアの国章
ウガンダの国章
ウクライナの国章
ウズベキスタンの国章
ウルグアイの国章
エクアドルの国章
エジプトの国章
エストニアの国章
エスワティニの国章
エチオピアの国章
エリトリアの国章
エルサルバドルの国章
オーストラリアの国章
オーストリアの国章
オマーンの国章
オランダの国章

## か行

ガーナの国章
カーボベルデの国章
ガイアナの国章
カザフスタンの国章
カタールの国章
カナダの国章
ガボンの国章
カメルーンの国章
ガンビアの国章
カンボジアの国章
北マケドニア共和国の国章
ギニアの国章
ギニアビサウの国章
キプロスの国章
キューバの国章
ギリシャの国章
キリバスの国章
キルギスの国章
グアテマラの国章
クウェートの国章
グレナダの国章
クロアチアの国章
ケニアの国章
コートジボワールの国章
コスタリカの国章
コモロの国章
コロンビアの国章
コンゴ共和国の国章
コンゴ民主共和国の国章

## さ行

サウジアラビアの国章
サモアの国章
サントメ・プリンシペの国章
ザンビアの国章
サンマリノの国章
シエラレオネの国章
ジブチの国章
ジャマイカの国章
ジョージアの国章
シリアの国章
シンガポールの国章
ジンバブエの国章
スイスの国章
スウェーデンの国章
スーダンの国章
スペインの国章
スリナムの国章
スリランカの国章
スロバキアの国章
スロベニアの国章
セーシェルの国章
赤道ギニアの国章
セネガルの国章
セルビアの国章
セントクリストファー・ネイビスの国章
セントビンセント・グレナディーンの国章
セントルシアの国章
ソマリアの国章
ソロモン諸島の国章

## た行

タイ王国の国章
大韓民国の国章
タジキスタンの国章
タンザニアの国章
チェコの国章
チャドの国章
中央アフリカの国章
中華人民共和国の国章
チュニジアの国章
朝鮮民主主義人民共和国の国章
チリの国章
ツバルの国章
デンマークの国章
ドイツの国章
トーゴの国章
ドミニカ共和国の国章
ドミニカ国の国章
トリニダード・トバゴの国章
トルクメニスタンの国章
トルコの国章(慣例上)
トンガの国章

## な行

ナイジェリアの国章
ナウルの国章
ナミビアの国章
ニカラグアの国章
ニジェールの国章
日本の国章[注 1]
ニュージーランドの国章
ネパールの国章
ノルウェーの国章

## は行

バーレーンの国章
ハイチの国章
パキスタンの国章
バチカンの国章
パナマの国章
バヌアツの国章
バハマの国章
パプアニューギニアの国章
パラオの国章
パラグアイの国章
パラグアイの国章
バルバドスの国章
ハンガリーの国章
バングラデシュの国章
東ティモールの国章
フィジーの国章
フィリピンの国章
フィンランドの国章
ブータンの国章
ブラジルの国章
フランスの国章
ブルガリアの国章
ブルキナファソの国章
ブルネイの国章
ブルンジの国章
ベトナムの国章
ベナンの国章
ベネズエラの国章
ベラルーシの国章
ベリーズの国章
ペルーの国章
ベルギーの国章
ポーランドの国章
ボスニア・ヘルツェゴビナの国章
ボツワナの国章
ボリビアの国章
ポルトガルの国章
ホンジュラスの国章

## ま行

マーシャル諸島の国章
マダガスカルの国章
マラウイの国章
マリ共和国の国章
マルタの国章
マレーシアの国章
ミクロネシア連邦の国章
南アフリカの国章
南スーダンの国章
ミャンマーの国章
メキシコの国章
モーリシャスの国章
モーリタニアの国章
モザンビークの国章
モナコの国章
モルディブの国章
モルドバの国章
モロッコの国章
モンゴル国の国章
モンテネグロの国章

## や行

ヨルダンの国章

## ら行

ラオスの国章
ラトビアの国章
リトアニアの国章
リビアの国章[注 2]
リヒテンシュタインの国章
リベリアの国章
ルーマニアの国章
ルクセンブルクの国章
ルワンダの国章
レソトの国章
レバノンの国章
ロシアの国章

## 国家の承認を得る国が少ない、またはない国

アブハジアの国章
沿ドニエストル共和国の国章
北キプロスの国章
クック諸島の国章
コソボの国章
西サハラの国章
ソマリランドの国章
中華民国の国章
ニウエの国章
パレスチナ国の国章[注 3]
南オセチアの国章
リベルランドの国章